# ELSTER
ELSTER (del alemán elektronische Steuererklärung) es un proyecto de la administración de finanzas alemana para la declaración y registro de impuestos a través de Internet.

## Historia
En el año 2005, comenzó a ser obligatorio para empresas y empleadores, el sistema ELSTER de presentación de los datos fiscales sobre impuestos, sueldos y beneficios de forma electrónica al departamento fiscal correspondiente (en Alemania las competencias fiscales están transferidas a los  Bundesländer.
Para la declaración de impuestos de las personas obligadas a declarar se desarrolló la aplicación ELSTERFormular. Desde 2010 existe una versión multiplataforma.
En el año 2011, 8,6 millones de ciudadanos realizaron su declaración de la renta con la ayuda de ELSTER.